# Zinseler
Der Zinseler (italienisch Cima di Stilves) ist ein 2422 m s.l.m. m hoher Berg in den Sarntaler Alpen in Italien. Der Name des Berges lässt sich wohl auf eine Quelle zurückführen; „zinselen“ bedeutet „unregelmäßig sprudeln“.

## Lage und Umgebung
Der Zinseler liegt im Norden der Sarntaler Alpen und gilt als Hausberg des nordöstlich gelegenen Dorfes Stilfes (Gemeinde Freienfeld). Nordöstlich verläuft das Wipptal, im Nordwesten liegt das Jaufental. Im Süden verläuft ein Kamm über das Hühnerspiel (2376 m) zum Penser Joch (2211 m). Die Passstraße zum Penser Joch führt durch die Südostflanke des Zinselers.

## Routen zum Gipfel
Der Normalweg (markierter Bergweg) beginnt beim Penser Joch. Er führt zunächst in die Einsenkung des Jaufentaler Jöchls (2171 m) und dann an der Flanke des Hühnerspiels entlang über einen Verbindungskamm in knapp über einer Stunde zum Gipfelkreuz.
Weitere markierte Wanderwege führen aus dem Jaufental vom Weiler Gospeneid (1422 m), in etwa vier Stunden von Sterzing aus über den Nordwestgrat, sowie von Stilfes von Nordosten und schließlich über den Ostgrat zum Gipfel. Von Gospeneid sowie von der Penser-Joch-Straße ist der Zinseler im Winter auch als Skitour zu besteigen.
Auf dem Gipfel befinden sich mehrere Steinmandln.